# Bjarne Helth Hansen
Bjarne Helth Hansen er en dansk stemmedubber, har lagt stemme til Anders And i flere produktioner.